# The Battle of Hearts
The Battle of Hearts is een Amerikaanse stomme film uit 1916, onder regie van Oscar Apfel, met in de hoofdrollen William Farnum en Hedda Hopper. Het scenario is gebaseerd op een verhaal van Frances Marion, destijds zelf nog actrice. De film is wellicht zoekgeraakt.

## Verhaal
Martin Cane, die een vloot vissersboten bezit, houdt van Maida Rhodes. Zij geeft echter de voorkeur aan Jo Sprague, de zoon van de vuurtorenwachter. Wanneer de vloot van Martin verwoest wordt, is hij gedwongen om opnieuw te beginnen. Ondertussen heeft Jo zich aangesloten bij een bende smokkelaars en drogeert hij zijn vader om te voorkomen dat de vuurtoren functioneert, waardoor de smokkelaars in het donker een inval kunnen doen. Het zorgt er ook voor dat Maida, die aan het zeilen was, schipbreuk lijdt. Uiteindelijk vangt Martin de smokkelaars en redt hij Maida, die zich realiseert dat ze echt van hem houdt.

## Rolverdeling
| Acteur          | Personage       | Opmerkingen    |
| --------------- | --------------- | -------------- |
| William Farnum  | Martin Cane     |                |
| Hedda Hopper    | Maida Rhodes    | als Elda Furry |
| Wheeler Oakman  | Jo Sprague      |                |
| William Burress | Captain Sprague |                |
| Willard Louis   | Captain Rhodes  |                |